# Xiutecuapan
Xiutecuapan är en ort i Mexiko.   Den ligger i kommunen Cuetzalan del Progreso och delstaten Puebla, i den sydöstra delen av landet, 180 km öster om huvudstaden Mexico City. Xiutecuapan ligger 692 meter över havet och antalet invånare är 305.
Terrängen runt Xiutecuapan är huvudsakligen kuperad, men åt sydost är den bergig. Terrängen runt Xiutecuapan sluttar norrut. Runt Xiutecuapan är det tätbefolkat, med 383 invånare per kvadratkilometer. Närmaste större samhälle är Ciudad de Cuetzalan, 4,3 km sydväst om Xiutecuapan. I omgivningarna runt Xiutecuapan växer huvudsakligen savannskog.